# Kimberly Anderson
Kimberly "Kim" Anderson (Kimberly Anderson-Smith de casada) (Cleburne, Texas, 28 de gener de 1968) és una ciclista estatunidenca que fou professional del 2000 al 2010. Del seu palmarès destaca la Ruta de França de 2009.

## Palmarès
- 2004
  - Vencedora d'una etapa al Tour de Gila
- 2007
  - Vencedora d'una etapa al Redlands Bicycle Classic
- 2008
  - 1a a la San Dimas Stage Race
- 2009
  - 1a a la Ruta de França